# Cangkring (Cantigi)
Cangkring is een bestuurslaag in het regentschap Indramayu van de provincie West-Java, Indonesië. Cangkring telt 2569 inwoners (volkstelling 2010).